# Porphyrosela alternata
Porphyrosela alternata là một loài bướm đêm thuộc họ Gracillariidae. Nó được tìm thấy ở Nhật Bản (Kyūshū), Malaysia (Pahang, Selangor), Nepal và Đài Loan. This species là một well-known pest of cotton.
Sải cánh dài 2.6-4.3 mm.
Ấu trùng ăn Desmodium, bao gồm Desmodium heterocarpon, Desmodium heterophyllum và Desmodium strigillosum. Chúng ăn lá nơi chúng làm tổ. 